# Cząstka wirtualna
Cząstki wirtualne to matematyczna koncepcja w kwantowych teoriach pola – cząstki fizyczne manifestujące swoją obecność poprzez oddziaływania, jednak łamiące zasadę powłoki masy. Wbrew powszechnym przekonaniom, cząstki wirtualne nie naruszają żadnych zasad zachowania. Cząstek wirtualnych używa się głównie w podejściu perturbatywnym, jednak są też użyteczne przy opisie zjawisk nieperturbatywnych.
Brak ograniczenia powłoką masy oznacza, że cząstki wirtualne mogą mieć dowolną masę spoczynkową, niekoniecznie właściwą dla danego rodzaju normalnej cząstki. Fotony mogą być masywne, elektrony bezmasowe, nic nie stoi także na przeszkodzie, żeby miały masę ujemną.
Dokładne własności cząstek wirtualnych różnią się w poszczególnych teoriach. Są teorie, gdzie mogą one mieć niestandardowy spin, a także teorie, gdzie łamią one zasadę związku spinu ze statystyką.
Cząstki wirtualne pojawiają się w formalizmie całek po trajektoriach Feynmana. Zgodnie z tą teorią, każda fizyczna cząstka jest w istocie konglomeratem cząstek wirtualnych. Np. fizyczny elektron to tak naprawdę wirtualny elektron emitujący wirtualne fotony, które rozpadają się na wirtualne pary elektron-pozyton, które z kolei oddziałują za pomocą wirtualnych fotonów i tak w nieskończoność. „Fizyczny” elektron to nieustannie dziejący się proces wymiany pomiędzy wirtualnymi elektronami, pozytonami, fotonami i być może innymi cząstkami. „Realność” elektronu to pojęcie statystyczne. Nie można powiedzieć, która cząstka z tego zbioru jest naprawdę realna, wiadomo tylko, że suma ładunków wszystkich tych cząstek daje w wyniku ładunek elektronu (czyli mówiąc w uproszczeniu: musi być jeden więcej elektron wirtualny niż jest wirtualnych pozytonów) oraz suma mas wszystkich cząstek daje w wyniku masę elektronu.
Ładunki i masy cząstek wirtualnych nie odpowiadają wartościom właściwym dla realnych cząstek. Zamiast tego używa się tzw. ładunków zrenormalizowanych a procedura ich wyznaczania to renormalizacja. Istnieją teorie, które nie poddają się renormalizacji, jak również takie, dla których renormalizacja daje wyniki niezgodne z doświadczeniem. Są też teorie, dla których nie udowodniono, czy można je zrenormalizować czy nie.

## Oddziaływania

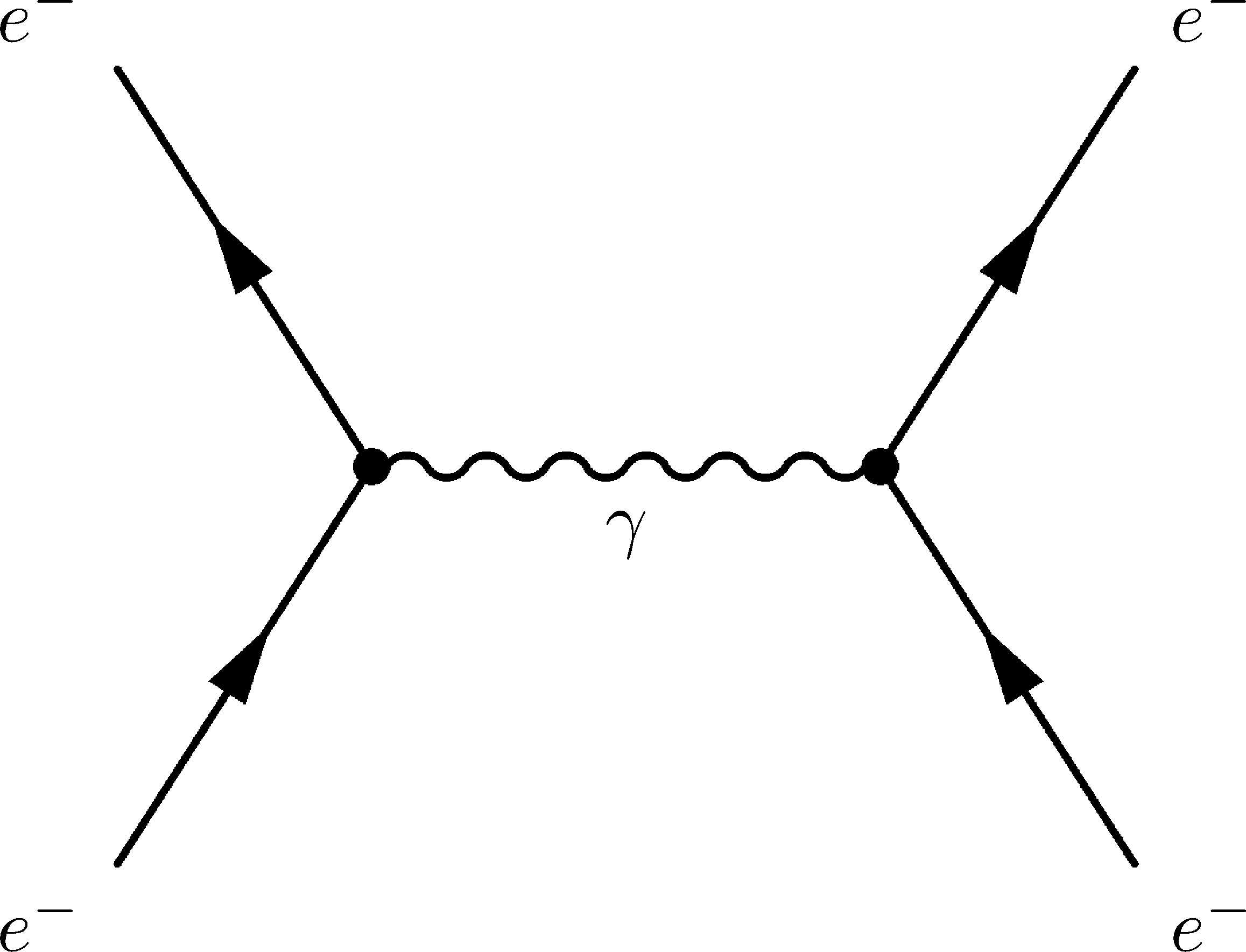
Diagram Feynmana coulombowskiego oddziaływania dwóch elektronów

Jeżeli mamy układ dwóch elektronów, jeden o energii {\displaystyle E_{1},} drugi o energii {\displaystyle E_{2},} to w czasie krótszym od {\displaystyle t} może zajść proces, który z punktu widzenia fizyki klasycznej wymagałby energii {\displaystyle E=E_{1}+E_{2}+{\frac {\hbar }{t}}.} Między elektronami może się pojawić np. wirtualny foton, przez co elektrony zmienią swoją prędkość, zgodnie z zasadą zachowania pędu. Foton ten może istnieć co najwyżej przez czas {\displaystyle t,} a ponieważ porusza się z prędkością światła w próżni, może przebyć co najwyżej drogę {\displaystyle r=ct.} Jeżeli wyrazimy wzór na energię wirtualnego fotonu w zależności od tej drogi, to okaże się, że jest ona dokładnie równa energii oddziaływania kulombowskiego między elektronami. Wymiana wirtualnych fotonów jest więc mechanizmem oddziaływania elektromagnetycznego.
W podobny sposób można wyprowadzić wzór na siły oddziaływania słabego i silnego, przy uwzględnieniu, że cząstki przenoszące te oddziaływania mają masy i inne liczby kwantowe. Grawitacji jak dotąd nie udało się opisać w ten sposób.

## Energia próżni
Wirtualne cząstki cały czas powstają w próżni w parach cząstka-antycząstka i natychmiast znikają. Nazywa się to fluktuacjami kwantowymi. Obecność tych cząstek wpływa na różne zjawiska fizyczne.
Istnienie energii próżni jest przyczyną niezgodności czynnika g z obliczeniami teoretycznymi wynikającymi z równania Diraca. Obliczenia teorii elektrodynamiki kwantowej (QED) przewidującej istnienie cząstek wirtualnych wyznaczają wartość czynnika g na 2x(1,001159652190) co się pokrywa z doświadczeniami z dokładnością 11 miejsc po przecinku i jest bezpośrednim dowodem na istnienie cząstek wirtualnych.

### Polaryzacja próżni
Np. w próżni powstają pary elektron-pozyton. Dowolna cząstka obdarzona ładunkiem dodatnim, np. proton, będzie przyciągać te wirtualne elektrony a odpychać pozytony (przy pomocy wirtualnych fotonów). Zjawisko to nazywa się polaryzacją próżni. Pary elektron-pozyton obracane przez proton tworzą małe dipole, które swoim polem elektrycznym zmieniają pole protonu. Ładunek elektryczny protonu, który mierzymy, nie jest więc ładunkiem samego protonu, ale całego układu, łącznie z wirtualnymi parami. Gdyby ktoś spróbował jednak obliczyć ładunek samego protonu, to uzyskałby wynik nieskończony. Takie nieskończoności są problemem dla teorii fizycznych i świadczą o ich niekompletności. Aby się ich pozbyć, stosuje się metodę renormalizacji.

### Parowanie czarnych dziur
Cząstki wirtualne powstają również w pobliżu czarnych dziur. Jeżeli ich para powstanie dokładnie na horyzoncie zdarzeń, to jedna z tych cząstek wpadnie do czarnej dziury, natomiast druga może odlecieć w przestrzeń, uzyskując tym samym energię i zmniejszając energię dziury. Nazywa się to promieniowaniem Hawkinga i jest to hipotetyczny proces, który może prowadzić do zniknięcia czarnej dziury.
Podobne zjawisko zachodzi w ergoobszarze czarnej dziury lub gwiazdy. W takich okolicznościach cząstki te powodują zmiany momentu pędu czarnej dziury.

## Związek z zakrzywieniemczasoprzestrzeni
Istnieje głęboki związek istnienia cząstek wirtualnych z zakrzywieniem czasoprzestrzeni.
Cząstki elementarne występujące w czasoprzestrzeni opisuje się tensorami, będącymi uogólnieniem pojęcia wektora. Można sobie wyobrazić płaską przestrzeń wypełnioną cząstkami, które oddziałują z innymi cząstkami poprzez wymianę cząstek wirtualnych.
Jednak istnieje alternatywny opis oddziaływań, dający takie same wyniki, jak powyższy. Można założyć, że cząstki zakrzywiają przestrzeń wokół siebie (nie musi to być czasoprzestrzeń; może to być jakaś przestrzeń abstrakcyjna). W zakrzywionej przestrzeni inaczej wykonuje się operację różniczkowania tensorów, gdyż zwykłą pochodną cząstkową trzeba zastąpić pochodną kowariantną. Zakrzywienie przestrzeni tłumaczy oddziaływania cząstek bez potrzeby wprowadzania cząstek wirtualnych. Jednak w definicji pochodnej kowariantnej kryje się pojęcie pola kompensacyjnego (zwanego także polem cechowania). Pole kompensacyjne można traktować jako pole cząstki wirtualnej. Ma ono dokładnie te same własności, które mają odpowiednie cząstki wirtualne. Np. oddziaływanie elektronów zachodzi dzięki wymianie wirtualnych fotonów. W definicji pochodnej kowariantnej pola elektronu występuje pole kompensacyjne, które okazuje się być tożsame z polem fotonu (polem elektromagnetycznym).
Ogólna teoria względności jest w całości zapisana w postaci zakrzywienia czasoprzestrzeni, jednak nie można z niej wywnioskować istnienia pola grawitonu. Teorie pól kwantowych utożsamiają pola cechowania z polami cząstek wirtualnych, jednak nie opisują zakrzywienia fizycznej czasoprzestrzeni, tylko różnych przestrzeni abstrakcyjnych. Fizycy mają nadzieję, że uda się połączyć oba podejścia i wytłumaczyć istnienie cząstek wirtualnych jako zakrzywienie czasoprzestrzeni fizycznej.

## Zjawiska związane z cząstkami wirtualnymi
Przykłady zjawisk będących rezultatem występowania wirtualnych cząstek:
- efekt Casimira
- siły van der Waalsa
- spontaniczna emisja promieniowania podczas rozpadu promieniotwórczego.
- przesunięcie Lamba na skutek polaryzacji próżni(inne języki)
- oddziaływania silne pomiędzy kwarkami – będące rezultatem wymiany wirtualnych gluonów.
- oddziaływania słabe będące rezultatem wymiany wirtualnych W bozonów.
- promieniowanie Hawkinga
- kreacja par.